# José Antonio Cuburu
José Antonio Cuburu Cano (* 23. Juni 1925 in Orizaba, Veracruz; † 8. Mai 2005 ebenda), auch bekannt unter dem Spitznamen El Perro, war ein mexikanischer Fußballspieler, der in der Offensive agierte. Er begann seine Profikarriere in der mexikanischen Primera División bei seinem Heimatverein A.D.O. und wechselte später zum Puebla FC. 
El Perro war der jüngere Bruder von Martín Cuburu, der mit España Meister wurde, und der ältere Bruder von Samuel Cuburu, der ebenfalls beim Puebla FC unter Vertrag stand und an der Fußball-Weltmeisterschaft 1950 teilnahm. 
Angeblich war auch José Antonio Cuburu für den WM-Kader 1950 vorgesehen. Doch ein unmittelbar vor dem großen Turnier erlittener Schlüsselbeinbruch machte diesen Traum zunichte.